# Костенко, Павел Данилович
Павел Данилович Костенко (род. 24 июля 1924 года) — аппаратчик Киевского завода медицинских препаратов Министерства медицинской промышленности СССР. Герой Социалистического Труда (1971).
В 1970 году досрочно выполнил личные социалистические обязательства и производственные задания Восьмой пятилетки (1965—1970). Указом Президиума Верховного Совета СССР от 20 июля 1971 года «за выдающиеся успехи, достигнутые в выполнении заданий пятилетнего плана по производству медицинской продукции» удостоен звания Героя Социалистического Труда с вручением ордена Ленина и золотой медали Серп и Молот.